# Jessie Lee
Jessie Lee (née le 19 septembre 1984 à Buffalo, dans l'État de New York) est une actrice américaine de films pornographiques.

## Filmographie

### Distinctions
Récompenses
Nominations
- 2009 : AVN Award - Best Double Penetration Sex Scene – Cum on My Tattoo 4 avec Tony T et Alec Knight
- 2010 : AVN Award - Best POV Sex Scene – P.O.V. Punx 2 avec Joanna Angel
- 2012 : AVN Award - Unsung Starlet of the Year
- 2013 : AVN Award - Unsung Starlet of the Year